# Polissoirs de Montravel
Les Polissoirs de Montravel constituent un monument historique de Guyane situé dans la ville de Rémire-Montjoly. Ils se situent en aval de la colline Montravel (ou colline Joly) sur laquelle se dressait la maison de convalescence du gouverneur Tardy de Montravel de 1861 à 1865.
Le monument est inscrit monument historique par arrêté du 8 mars 2002.
Les Polissoirs de Montravel se situent dans la zone naturelle d'intérêt écologique, faunistique et floristique des côtes rocheuses et des monts littoraux de l'île de Cayenne.
On comptes des milliers de polissoirs sur la côte guyanaise, le signe d'une intense activité humaine à l'époque amérindienne.